# Joe Fabbro
Pour les articles homonymes, voir Fabbro.
Joseph J. "Joe" Fabbro  (14 juin 1914-16 janvier 1978) est un homme politique municipal canadien de l'Ontario. Il est maire de la ville de Sudbury de 1957 à 1959.

## Biographie
Durant son passage à la mairie, il est responsable de la démolition de l'ancien Bureau de poste qui, en raison de son conservatisme fiscal, jugeait inutile de maintenir en place. Il occupe aussi le poste de président de la Municipalité régionale de Sudbury de 1975 à 1977.
Candidat progressiste-conservateur dans la circonscription provinciale de Sudbury en 1975, mais il est défait.
Il meurt d'une crise cardiaque en 1978 à l'âge de 63 ans.